# 太洋日産自動車販売
太洋日産自動車販売株式会社（たいようにっさんじどうしゃはんばい）とは、かつて存在した東京都港区に本社のある、日産自動車のブルーステージ店（旧モーター店）である。
日通グループである。

## 概要
東京都で、日産・ブルーステージを展開していた。
菊川支店では、ルノー車（店名はルノー墨田店）を併売していた。

## 沿革
- 1983年（昭和58年）4月1日 日通商事株式会社から分社化する形で設立。
- 2015年（平成27年）7月1日 自動車の販売・整備・保険に係る事業等の一部を日産自動車販売・東京日産自動車販売・日産プリンス東京に事業譲渡[1]。

## 事業所
- 本社・
  - 東京都港区芝浦四丁目2番19号5F
- 芝浦中央支店・三田工場（日産・ハイパフォーマンスセンター認定）（現・日産自動車販売芝浦中央工場）
  - 東京都港区芝浦四丁目2番19号
- 大手町支店（閉鎖）
  - 東京都中央区入船二丁目1番1号（住友入船ビル1階）
- 五反田支店・五反田工場（閉鎖）
  - 東京都品川区荏原二丁目1番6号
- 菊川支店・菊川工場・ルノー墨田（現・東京日産墨田菊川店）
  - 東京都墨田区江東橋五丁目2番27号
- 江東支店・江東工場（閉鎖）
  - 東京都江東区南砂五丁目19番8号
- 中古車府中センター（閉鎖）
  - 東京都府中市白糸台一丁目50番8号
- 中古車小平センター（閉鎖）
  - 東京都小平市大沼町二丁目825番地1

### 関連会社
- 日本通運株式会社
- 日通商事株式会社

### 東京都内の他日産車販売店
- 東京日産自動車販売（ブルーステージ店、旧日産店）：東日カーライフグループ
- 日産プリンス東京販売（レッドステージ店、旧プリンス店、旧サティオ店←サニー店、旧モーター店）
- 日産プリンス西東京販売（レッドステージ（一部ブルーステージ）店、旧プリンス店、旧サティオ店←サニー店、旧モーター店）